# Jean Nicot
Pour les articles homonymes, voir Jean Nicod et Nicot.
Jean Nicot (1530-10 mai 1604), diplomate et philologue français, est considéré comme l'introducteur du tabac en France, et comme le père du Trésor de la langue française (Thresor de la langue francoyse), publié par David Douceur, issu de ses Commentaires de la langue française, publiés en 1573.

## Biographie
Jean Nicot, fils d'un notaire, est né à Nîmes en 1530. Il a étudié à la faculté des arts de Nîmes, où il a connu le diplomate Gabriel de Luetz, l'historien Pierre de Paschal et Guy de Bruès.
Par la suite, il vint à Paris, où il fut archiviste du roi jusqu'en 1559.
En 1559, François II l'envoya au Portugal pour négocier le mariage du jeune roi Sébastien avec Marguerite de Valois. D'abord mal reçu, il réussit à se concilier les Portugais ; mais l'expédition de Villegagnon vint tout gâcher, et, injurié, il dut s'enfuir à la fin de 1561. Il eut néanmoins le temps d'envoyer en France le tabac, qu'il appellera « nicotiane », dans ses Commentaires de la langue française.
En 1560, Nicot signale la découverte d'une herbe aux vertus médicinales au cardinal Louis de Lorraine.
Dans la Maison rustique de Charles Estienne et Jean Liébault (II, 9), il fait un grand éloge de cette plante du point de vue médical. Parallèlement, il avait envoyé des oranges, des figues et des citrons à Catherine de Médicis et au cardinal de Lorraine.
Il semble qu'il se soit alors marié et fixé à Brie-Comte-Robert, où il amassa une riche bibliothèque, dont plusieurs volumes sont conservés à la BnF.
Il y prépara une édition d'Aimoin, publiée par Charles Wechel en 1567.
Il y réalisa de nombreuses notes qu'il rassembla pour éditer en 1573 le Dictionnaire d'Estienne, préparée par Jacques Dupuys.
Il est mort le 10 mai 1604, ainsi que l'écrit l'abbé Claude-Pierre Goujet. Ce n'est qu'en 1606, deux ans après sa mort, que sera publié le Thresor de la langue francoyse, tant ancienne que moderne, par le libraire David Douceur. La publication posthume de cette œuvre de Jean Nicot lui vaudra la célébrité.

## Introduction du tabac
En 1559, François II nomme Jean Nicot ambassadeur de France au Portugal. Durant son séjour à Lisbonne, Jean Nicot plante, dans les jardins de son ambassade, quelques graines de tabac qu'il a reçues d'un marchand flamand. À l’époque, le tabac ne se fume pas seulement, il se prend, frais ou séché, en décoction, en cataplasme, en jus, en huile, en onguent ou en baume, car il a la réputation d’être efficace pour soigner les vieilles plaies, les dartres, les galles ouvertes, les rougeurs du visage, les contusions, les piqûres d’insectes et de vives, d’être bénéfique pour la vue, d’avoir des propriétés laxatives, de couper la faim, de soulager les maux de tête et de jambes, les problèmes pulmonaires, notamment ceux des asthmatiques.
En 1560, Jean Nicot fait parvenir à Catherine de Médicis de la poudre de tabac, alors surnommé « herbe à Nicot » ou « herbe à la Reine », pour soigner les migraines de son fils François II. En reconnaissance du service rendu à la famille royale, Jean Nicot est récompensé de ses services par une gratification (prélude à un anoblissement). Il devint seigneur de Villemain, petite cure située à l'est de Paris, non loin de Brie-Comte-Robert.
Très tôt, les botanistes ont adopté le nom Nicosiana (Lonicer, 1582) ou Nicotiana (Tabernaemontanus, 1590), repris par Caspar Bauhin en 1671. C'est ainsi qu'en 1753, le naturaliste Carl von Linné choisit le nom de Jean Nicot pour désigner un genre de plantes (appelé Nicotiana) comprenant notamment l'espèce cultivée pour la production de tabac, Nicotiana tabacum, qui soigna les migraines du fils de Catherine de Médicis. Le nom de la substance active du tabac, la nicotine, est donc issu de celui de Jean Nicot.

## Dictionnaire de la langue française, ditde Nicotoude Nicod
Ce diplomate et voyageur érudit passe pour être l'auteur du premier grand corpus de dictionnaires français-latin, conçu au XVIe siècle. En fait, le Dictionnaire françois-latin de Nicot, proprement dit, est un remaniement des Dictionnaires de Robert Estienne, 1531 ; de Guillaume Budé, 1544 ; et se rapproche beaucoup de celui de Jean Thierry, 1564. Nicot l'a augmenté des notes de son ami le président Aimar de Rançonnet qu'il a reprises après sa mort en 1559. Ce dictionnaire fut publié en 1573, puis en 1584, 1593 et 1599 ; jusqu'à sa mort, a-t-on dit, il travailla à cette tâche.
Après la mort de Nicot, en 1606 un libraire, nommé David Douceur, réunit son Dictionnaire par ordre alphabétique, avec l’Acheminement à la Langue française de Jean Masset, le Dictionnaire de Gilles de Noyers, et le Nomenclator de Hadrianus Junius, sous le nom de Thresor de la langue francoyse tant ancienne que moderne. Cet ouvrage recevra une nouvelle édition en 1621. Le seul dictionnaire de Nicot fut aussi publié à Genève, par Jean Stoer, dans de bonnes éditions, sous le titre Le Grand dictionaire françois-latin, d'après Nicod (1593, 1599). Par ailleurs, le 14 janvier 1609, un dénommé Guillaume Poille obtint le Privilege du Roy pour la publication d'un ouvrage intitulé : Le Grand Dictionaire de M. Nicod, de nouveau augmenté par Monsieur Guillaume Poille (1609, 1614). Enfin, on trouve une édition du Grand dictionaire de Nicod, revue par maître Pierre de Brosses, chez Claude Larjot (1625).